# Westwood Studios
Westwood Studios var computerspiludviklerne bag Dune-serien og Command & Conquer-serien. Firmaet blev stiftet i 1985 som Westwood Associates af Louis Castle og Brett i Las Vegas, Nevada.
I 1992 skiftede firmaet navn til Westwood Studios og blev solgt til Virgin Interactive. Westwood Studios blev dog senere solgt til Electronic Arts (EA) i 1998 for godt 122.5 millioner dollars.
Mange medarbejdere forlod Westwood Studios da Electronic Arts opkøbte dem. De dannede Petroglyph, der nu står bag titler som Universe at War.[kilde mangler]